# Dick Gibson
Dick Gibson (Bourne, Lincolnshire, 16 april 1918 - Cadiz, 17 december 2010) is een voormalig Formule 1-coureur uit Groot-Brittannië. Hij reed in 1957 en 1958 twee Grands Prix voor het team van Cooper.